# Fur Smugglers
Fur Smugglers (o The Fur Smugglers) è un cortometraggio muto del 1912. Il nome del regista non viene riportato nei credit del film che, prodotto dalla Reliance Film Company, aveva come interpreti Henry B. Walthall, Gertrude Robinson, Jane Fearnley, Charles Herman.

## Trama
Ruth vive libera e felice nei boschi vicini alla frontiera canadese: suo padre Maynard e il fidanzato Steve sono due bracconieri che cacciano le pellicce di frodo, sfuggendo sempre agli ufficiali doganali. uno di questi, però, il giovane Leggett, vuole incastrare i bracconieri e, con l'aiuto della fidanzata, la maestra del villaggio, si mette sulle loro tracce. A casa di Maynard, ruba il cuore di Ruth, suscitando i sospetti di Steve che consegna alla fidanzata la sua pistola per avere un'eventuale difesa contro l'ufficiale che le ha dato un appuntamento in riva al fiume. Leggett, però, non si presenta. Ruth, corsa a casa, lo vede rovistare e trovare le pellicce di contrabbando. Lui le strappa la pistola e fugge via. Correndo, però, incidentalmente inciampa e si spara. La scena viene vista dalla maestra. Steve, credendo che la colpevole sia Ruth, si prende tutta la colpa della morte dell'ufficiale. Ma Ruth e la maestra arrivano in tempo per discolparlo e raccontare come sono andate effettivamente le cose. Ruth si pente della sbandata che aveva preso per Leggett e vola la tra braccia dell'amato Steve.

## Produzione
Il film venne prodotto dalla Reliance Film Company

## Distribuzione
Distribuito dalla Motion Picture Distributors and Sales Company, il film - un cortometraggio di una bobina - uscì nelle sale cinematografiche degli Stati Uniti il 30 marzo 1912.